# Fudbalski klub Crvena zvezda 1991-1992
Questa voce raccoglie le informazioni riguardanti il Fudbalski klub Crvena zvezda nelle competizioni ufficiali della stagione 1990-1991.

## Maglie e sponsor
Nella stagione 1991-1992 viene sottoscritto un contratto con il fornitore tecnico Hummel. Lo sponsor ufficiale è Classic.
| Casa | Trasferta |

## Rosa
| N. |                       | Ruolo | Calciatore         |
| -- | --------------------- | ----- | ------------------ |
|    | Jugoslavia (bandiera) | P     | Dragoje Leković    |
|    | Jugoslavia (bandiera) | P     | Zvonko Milojević   |
|    | Jugoslavia (bandiera) | P     | Milić Jovanović    |
|    | Jugoslavia (bandiera) | D     | Ilija Najdoski     |
|    | Romania (bandiera)    | D     | Miodrag Belodedici |
|    | Jugoslavia (bandiera) | D     | Miroslav Tanjga    |
|    | Jugoslavia (bandiera) | D     | Siniša Mihajlović  |
|    | Jugoslavia (bandiera) | D     | Duško Radinović    |
|    | Jugoslavia (bandiera) | D     | Goran Vasiljević   |
|    | Jugoslavia (bandiera) | D     | Rade Tošić         |
|    | Jugoslavia (bandiera) | D     | Aleksandar Kristić |
|    | Jugoslavia (bandiera) | D     | Mitko Stojkovski   |
|    | Jugoslavia (bandiera) | D     | Saša Nedeljković   |
|    | Jugoslavia (bandiera) | C     | Duško Savić        |

| N. |                       | Ruolo | Calciatore          |
| -- | --------------------- | ----- | ------------------- |
|    | Jugoslavia (bandiera) | C     | Vlada Stošić        |
|    | Jugoslavia (bandiera) | C     | Vladimir Jugović    |
|    | Jugoslavia (bandiera) | C     | Milorad Ratković    |
|    | Jugoslavia (bandiera) | C     | Dejan Savićević     |
|    | Jugoslavia (bandiera) | C     | Ivan Adžić          |
|    | Jugoslavia (bandiera) | C     | Đorđe Aćimović      |
|    | Jugoslavia (bandiera) | C     | Nebojša Krupniković |
|    | Jugoslavia (bandiera) | A     | Ilija Ivić          |
|    | Jugoslavia (bandiera) | A     | Darko Pančev        |
|    | Jugoslavia (bandiera) | A     | Vladan Lukić        |
|    | Jugoslavia (bandiera) | A     | Elvir Bolić         |
|    | Jugoslavia (bandiera) | A     | Predrag Jovanović   |
|    | Jugoslavia (bandiera) | A     | Slaviša Čula        |

## Risultati

### Supercoppa UEFA
| Arbitro: | Mario van der Ende |

|             |           |  |
| McClair 67’ | Marcatori |  |

### Coppa Intercontinentale
| Arbitro: | Kurt Röthlisberger |

|                            |           |  |
| Jugović 19’ 58’ Pančev 72’ | Marcatori |  |

## Statistiche

### Statistiche dei giocatori
| Giocatore    | Campionato | Campionato | Campionato | Campionato |
| Giocatore    | Pres       | Gol        | Am         | Esp        |
| ------------ | ---------- | ---------- | ---------- | ---------- |
| Aćimović     | 1          | -          | -          | -          |
| Adžić        | 3          | -          | -          | -          |
| Belodedici   | 24         | 1          | -          | -          |
| Bolić        | 11         | 2          | -          | -          |
| Čula         | 8          | -          | -          | -          |
| Ivić         | 27         | 8          | -          | -          |
| Lukić        | 13         | 7          | -          | -          |
| Leković      | 17         | -          | -          | -          |
| Milojević    | 13         | -          | -          | -          |
| M. Jovanović | 3          | -          | -          | -          |
| P. Jovanović | 3          | -          | -          | -          |
| Jugović      | 29         | 4          | -          | -          |
| Krupniković  | 2          | -          | -          | -          |
| Kristić      | 3          | -          | -          | -          |
| Mihajlović   | 24         | 8          | -          | -          |
| Najdoski     | 29         | 2          | -          | -          |
| Nedeljković  | 9          | -          | -          | -          |
| Pancev       | 28         | 25         | -          | -          |
| Radinović    | 30         | 4          | -          | -          |
| Ratković     | 26         | 4          | -          | -          |
| Savić        | 5          | -          | -          | -          |
| Savicević    | 22         | 5          | -          | -          |
| Stojkovski   | 7          | -          | -          | -          |
| Stošić       | 17         | 4          | -          | -          |
| Tanjga       | 18         | 1          | -          | -          |
| Tošić        | 5          | -          | -          | -          |
| Vasilijević  | 15         | -          | -          | -          |